# Globoka
Globoka  je naselje v Občini Ljutomer.